# Koç Rams 2018
Questa voce raccoglie le informazioni riguardanti i Koç Rams nelle competizioni ufficiali della stagione 2018.

## 1. Lig 2018

### Stagione regolare
| Istanbul 24 febbraio 2018, ore 14:00 1ª giornata | Koç Rams | 48 – 0 | Uludağ Timsahlar | Yıldız Teknik Üniversitesi- Davutpaşa Kampüsü |

| Istanbul 3 marzo 2018, ore 13:00 2ª giornata | Yeditepe Eagles | 0 – 1 (a tavolino) | Koç Rams | Anadolu Hisarı Stadı |

| Istanbul 25 marzo 2018 3ª giornata | Koç Rams | 42 – 28 | Boğaziçi Sultans | Yıldız Teknik Üniversitesi- Davutpaşa Kampüsü |

| Eskişehir 1º aprile 2018 4ª giornata | Anadolu Rangers | 8 – 48 | Koç Rams | Muttalip Spor Kompleksi |

| Istanbul 22 aprile 2018 5ª giornata | Koç Rams | 41 – 7 | Sakarya Tatankaları | Yıldız Teknik Üniversitesi- Davutpaşa Kampüsü |

| 6 maggio 2018 6ª giornata | ITÜ Hornets | 14 – 23 | Koç Rams |  |

| Ankara 20 maggio 2018 7ª giornata | ODTÜ Falcons | 0 – 41 | Koç Rams | ODTÜ Sahası |

### Playoff
| 2 giugno 2018 Semifinale | Koç Rams | 39 – 14 | Sakarya Tatankaları |  |

| 1º luglio 2018 Finale | Koç Rams | 52 – 21 (14-0 14-21 7-0 17-0) | Boğaziçi Sultans |  |

## Central European Football League 2018

### Stagione regolare
| Istanbul 14 aprile 2018 1ª giornata | Koç Rams | 47 – 41 (7-7 14-14 13-7 13-13) referto | Kragujevac Wild Boars | BESYO Stadium |

| Zelenograd 12 maggio 2018 3ª giornata | Moscow Patriots | 21 – 61 (0-14 7-21 0-19 14-7) referto | Koç Rams | FC Zelenograd |

### Playoff
| Innsbruck 9 giugno 2018 CEFL Bowl | Tirol Raiders | 49 – 20 (21-7 7-7 7-6 14-0) referto | Koç Rams | Tivoli-Neu Stadion |

## Statistiche di squadra
| Competizione               | %Vittorie | In casa | In casa | In casa | In casa | In casa | In casa | In trasferta | In trasferta | In trasferta | In trasferta | In trasferta | In trasferta | Totale | Totale | Totale | Totale | Totale | Totale |
| Competizione               | %Vittorie | G       | V       | N       | P       | Pf      | Ps      | G            | V            | N            | P            | Pf           | Ps           | G      | V      | N      | P      | Pf     | Ps     |
| -------------------------- | --------- | ------- | ------- | ------- | ------- | ------- | ------- | ------------ | ------------ | ------------ | ------------ | ------------ | ------------ | ------ | ------ | ------ | ------ | ------ | ------ |
| 1. Lig - Stagione regolare | 1.000     | 3       | 3       | 0       | 0       | 131     | 35      | 4            | 4            | 0            | 0            | 113          | 22           | 7      | 7      | 0      | 0      | 244    | 57     |
| 1. Lig - Playoff           | 1.000     | 2       | 2       | 0       | 0       | 91      | 35      | 0            | 0            | 0            | 0            | 0            | 0            | 2      | 2      | 0      | 0      | 91     | 35     |
| CEFL - Stagione regolare   | 1.000     | 1       | 1       | 0       | 0       | 47      | 41      | 1            | 1            | 0            | 0            | 61           | 21           | 2      | 2      | 0      | 0      | 108    | 62     |
| CEFL - Playoff             | .000      | 0       | 0       | 0       | 0       | 0       | 0       | 1            | 0            | 0            | 1            | 20           | 49           | 1      | 0      | 0      | 1      | 20     | 49     |
| Totale                     | .917      | 6       | 6       | 0       | 0       | 269     | 111     | 6            | 5            | 0            | 1            | 194          | 92           | 12     | 11     | 0      | 1      | 463    | 203    |